# Mariamne (cràter)
Mariamne és un cràter amb coordenades planetocèntriques de 65.04 ° de latitud nord i 359.59 ° de longitud est, sobre la superfície de l'asteroide del cinturó principal (4) Vesta. Fa 30.33 km de diàmetre. El nom adoptat com a oficial per la UAI el cinc de febrer de 2014. fa referència a Mariamne, reina de Judea, coneguda per la seva gran bellesa.